# Blanco y negro (álbum)
Blanco y negro es el segundo álbum de la banda argentina de rock alternativo Airbag. Fue lanzado en el año 2006 y producido por Alejo Stivel (fundador de la banda Tequila). Blanco y Negro fue un éxito nacional y alrededores del país. Fue editado en Colombia, Chile, México y España. Se hizo una gira nacional en el 2006 y alrededores, donde se destaca el show en el Estadio Luna Park el 18 de agosto de 
2006 como presentación del disco a sala llena con 10.000 espectadores, y ya en el año 2007 la gira se expandió a varios países más llegando a Chile (en 2006), Ecuador, Colombia, Bolivia, Perú y México (algunos países que no habían visitado), donde se destaca donde telonearon a Lily Allen en Argentina y Chile. La gira empezó en mayo de 2006 y terminó en octubre de 2007.
Ese mismo año también participaron en la banda sonora de Alma Pirata con la canción de "Toda una vida esperándote". El disco musicalmente es una continuación de lo que fue su álbum debut. muchas canciones eran de la misma época de dicho álbum ya que el grupo nunca dejó de tocar en ese periodo.
En el año 2007 ganaron la lengua de MTV como Mejores Artistas Revelación del Sur y se edita en Colombia una edición especial del disco.
A mediados de ese año, la banda pública el primer DVD de la banda llamado «Mi Razón», el cual incluye todos los videoclips de la banda hasta ese momento, imágenes registradas en la presentación en vivo en el canal de TV Much Music en el año 2005 y entrevistas a los hermanos Sardelli contando la historia de la banda.

## Contenido
El disco cuenta con diversidad de géneros todos enmarcados dentro del rock y el pop. En los primeros tres temas (All Night Long, Amor de verano y Sin tu amor) se nota más el pop rock y pop punk con la influencia del hard rock en los solos de guitarra, para después pasar a la balada Mi razón y sus dos temas siguientes, Carol, no dejes la ciudad (esta con tintes de la música country) y Esta noche para que el álbum tome un ritmo más tranquilo de estilo rock alternativo. Ya en la segunda parte del disco con Doctora, Buscándote y Comenzar el álbum vuelve al hard rock puro con influencias del glam rock. Los últimos temas son Viejo amigo, de un estilo pop punk/power pop e Y tú, una balada de rock alternativo, para cerrar el disco.

## Lista de canciones
- Todos los temas compuestos por Patricio Sardelli, excepto donde se indica.

| N.º   | Título                      | Escritor(es)                        | Duración |  |
| 1.    | «All Night Long»            |                                     | 2:42     |  |
| 2.    | «Amor de verano»            | Gastón Sardelli - Patricio Sardelli | 3:15     |  |
| 3.    | «Sin tu amor»               |                                     | 3:17     |  |
| 4.    | «Mi razón»                  |                                     | 5:22     |  |
| 5.    | «Carol, no dejes la ciudad» |                                     | 4:14     |  |
| 6.    | «Esta noche»                |                                     | 5:08     |  |
| 7.    | «Doctora»                   |                                     | 3:04     |  |
| 8.    | «Buscándote»                |                                     | 3:11     |  |
| 9.    | «Comenzar»                  |                                     | 4:39     |  |
| 10.   | «Viejo amigo»               |                                     | 4:07     |  |
| 11.   | «Y tú»                      |                                     | 3:51     |  |
| 43:15 |                             |                                     |          |  |

## Videoclips
- Amor de Verano (2006)
- Y Tú (2006)
- All Night Long (2007)

## Sencillos
- Amor de Verano (2006)
- Y Tú (2006)
- All Night Long (2007)
- Esta Noche (2007)

## Ficha Técnica
- Patricio Sardelli - Voz líder, guitarra
- Gastón Sardelli - Bajo, coros
- Guido Armido Sardelli - Batería

Personal adicional
- Alejo Stivel: Productor.
- Josu García: Personal asociado.
- Luca Petrica: Ingeniero, Mezcla.
- Mario Breuer: Mezcla.
- Miguel R. Astudillo: Ingeniero.
- Mark Janipka: Ingeniero.
- Sam Orlich: Asistente de grabación.
- Sandra Frechilla: Coordinación de producción.
- Guillermo Piccolini: Asistente de cuerdas.
- Josu García: Steel guitar.
- José Luis Lombardo: Director de A&R.
- Walter Rodríguez: Estilista.
- Macarena Nazar: Maquillaje.
- Juan Cavia: Asistentes de Vestuario.
- Carolina Boverini: Asistentes de Vestuario.
- Cecilia Gilk: Fotografía.
- Marisa Sacco Comunicación Visual: Diseño gráfico.

Grabado en ASK Estudios, Madrid, España.